# Diablo III
Diablo III je akcijska video igra s tematiko fantazijske preživetvene grozljivke. Izdelalo jo je podjetje Blizzard Entertainment kot tretjo igro v seriji franšize Diablo. V severni ter latinski  Ameriki in v Evropi je bila igra izdana 15. maja 2012. Pred uradnim izidom je igra podrla številne rekorde v predprodaji in je postala najbolje prodajana PC igra vseh časov v predprodaji v sklopu podjetja Amazon.com.